# 米切爾·克魯格
米切爾·克魯格（英語：Mitchell Krueger，1994年1月12日—）是美國的一位網球選手。他的ATP单打排名最高紀錄是2016年8月31日的第218位。他的雙打最高排名則是2015年4月27日的第173位。克魯格參加過澳網、法網和美網的賽事。